# آلبرت هنری کربیل
آلبرت هنری کربیل (انگلیسی: Albert Henry Krehbiel; ۲۵ نوامبر ۱۸۷۳ – ۲۹ ژوئن ۱۹۴۵) نقاش اهل ایالات متحده آمریکا بود.
وی همچنین برندهٔ جوایزی همچون جایزه بزرگ رم شده‌است.